# UGC 4348
UGC 4348 è una galassia a spirale visibile nella costellazione di Cefeo.
La galassia ha luminosità superficiale molto debole; pur essendo visibile pressoché frontalmente non è chiara la struttura dei bracci, né è chiara la presenza di barre.
Situata 6' a est del confine con la costellazione della Giraffa, abbastanza vicino, 2',3 a nord, fa coppia con la galassia MCG +14-04-049. La stella più vicina, GSC 4635:727, si trova, prospettica, sul bordo estnordest della struttura dei bracci di magnitudine 12,5.